# Кульчицкий, Сергей Петрович
Серге́й Петро́вич Кульчи́цкий (укр. Сергій Петрович Кульчицький; 17 декабря 1963 года, Веймар, ГДР — 29 мая 2014 года, Славянск, Украина) — украинский военачальник, генерал-майор, начальник Управления боевой и специальной подготовки Национальной гвардии Украины (НГУ). Герой Украины (2014, посмертно).

## Биография

### Ранние годы
Родился 17 декабря 1963 года в городе Веймар (ГДР). Отец — Пётр Иванович (ум. 2003), майор группы советских войск в Германии, уроженец села Великие Черноконцы Чортковского района Тернопольской области; также у Сергея был младший брат Игорь (капитан ВС СССР, скоропостижно скончался в возрасте 30 лет от сердечного приступа в Днепропетровской области во время прохождения воинской службы). В 1967 году Пётр Иванович был переведён в Дальневосточный военный округ: Сергей и Игорь провели своё детство в разных военных городках.
Сергей Кульчицкий, окончив в 1979 году 8-й класс средней школы, без ведома родителей подал документы в Уссурийское суворовское военное училище, окончив его в 1981 году. В 1985 году в звании лейтенанта окончил Дальневосточное высшее общевойсковое командное училище им. Маршала Советского Союза К. К. Рокоссовского с отличием: обучался в подразделении, где готовились офицеры морской пехоты СССР, был старшиной курса. Имел первые разряды по бегу, лыжным гонкам, преодолению полосы препятствий и гиревому спорту; хорошо владел приёмами рукопашного боя.

### Воинская служба
Воинскую службу Кульчицкий начал в 1985 году в звании лейтенанта в 61-й Киркенесской бригаде морской пехоты Северного флота (Печенга-1, Мурманская область), где был командиром десантно-штурмового взвода в 876-м отдельном десантно-штурмовом батальоне. В 1989—1991 годах — заместитель командира батальона по вопросам тыла, в 1991—1992 годах — начальник штаба батальона. Кульчицкий утверждал, что лично разбирал и собирал двигатели бронетранспортёров, обеспечивая исправную работу всей бронетехники в батальоне. В 1989 году на волне Перестройки поднял сине-жёлтый флаг над Североморском.
После распада СССР в 1992 году Кульчицкий уехал на Украину, где продолжил воинскую службу и надеялся выстроить военную карьеру. Служил в НГУ, которая на тот момент являлась аналогом внутренних войск. Занимал следующие должности:
- В 1992—1993 годах был заместителем командира по вопросам боевой и специальной подготовки 14-го отдельного батальона Национальной гвардии (в/ч 1441, г. Тернополь), в 1993—1994 годах — начальник штаба батальона, в 1994—1995 годах — командир батальона.
- В 1995 году стал командиром 1-го мотострелкового батальона 23-й отдельной бригады Национальной гвардии Украины (в/ч 2209, г. Симферополь).
- В 1995—1997 годах — командир 41-го отдельного батальона морской пехоты[укр.] 4-й отдельной бригады морской пехоты[укр.] 7-й дивизии Национальной гвардии Украины[укр.] (в/ч 2223, г. Феодосия).
- В 1997—1998 годах — заместитель командира по вопросам боевой и специальной подготовки 24-го полка Национальной гвардии Украины (в/ч 1241, г. Ивано-Франковск)
- В 1998—2003 годах — заместитель командира, командир (с 2001 года) 24-го отдельного батальона 5-й дивизии Национальной гвардии Украины, подчинявшейся с декабря 1999 года Западному территориальному командованию внутренних войск МВД Украины (в/ч 1241, г. Ивано-Франковск)

С 2003 года полковник Кульчицкий работал в органах внутренних дел, окончил Академию обороны в том же году, дослужился до командира бригады внутренних войск. Занимал до 2005 года должность заместителя начальника штаба — начальника оперативного отдела Управления МВД Украины в Ивано-Франковской области. В 2005—2010 годах — командир 2-й отдельной Галицкой бригады Западного территориального командования внутренних войск МВД Украины (в/ч 3002, г. Львов). Выпускник Национальной академии обороны Украины 2010 года; в 2010—2012 годах — заместитель начальника управления Западного территориального командования внутренних войск МВД Украины, с августа 2012 года занимал должность начальника управления боевой и специальной подготовки ГУ ВВ МВД Украины. 24 августа 2013 года произведён в генерал-майоры.
После победы Евромайдана Кульчицкий принял решение перейти на сторону протестующих. Весной 2014 года Кульчицкий участвовал в боевых действиях на юго-востоке Украины в зоне АТО, нередко выезжая на передовую; он же готовил личный состав 1-го резервного батальона Национальной гвардии из участников Самообороны Евромайдана. Критиковал позицию России по Евромайдану, Крымскому кризису и протестам на Юго-Востоке Украины, выступая также с угрозами в адрес Российской Федерации.

### Гибель
29 мая 2014 года около 12:30 вертолёт Ми-8МТ (борт «16») Национальной гвардии Украины завершил выгрузку продуктов питания на 4-й блокпост и проведение ротации личного состава, после чего отправился на базу. Генерал-майор С. П. Кульчицкий, который изначально не должен был вообще лететь в Славянск, вызвался добровольцем для выполнения этой операции. Недалеко от горы Карачун (около Славянска) вертолёт был сбит бойцами Донецкой народной республики снарядом из ПЗРК, при его столкновении с землёй взорвались топливные баки. В результате крушения вертолёта и взрыва погибли 12 человек: шесть военнослужащих Национальной гвардии Украины (в том числе два члена экипажа) и шесть представителей спецподразделений МВД Украины, сотрудников «Беркута». Кульчицкий стал первым украинским генералом, погибшим во время войны в Донбассе. Спасти удалось только старшего лейтенанта Национальной гвардии Украины, штурмана А. Н. Макеенко, доставленного в больницу г. Харьков в тяжёлом состоянии.
Кульчицкий был похоронен 31 мая на Лычаковском кладбище во Львове.

## Семья
Супруга — Надежда Богдановна Кульчицкая (в девичестве Дребит), с которой Сергей познакомился за три года до начала офицерской службы в Черноконцах. Матери Сергея и Надежды дружили с детства. Сын — офицер Службы безопасности Украины. Супруга и сын с семьёй проживают во Львове. Невестка — Ирина Кульчицкая — заместитель командира 3-й роты 1-го батальона новой патрульной полиции Львова.

## Награды
- Звание Герой Украины c награждением орденом «Золотая Звезда» (20 июня 2014 года, посмертно) — «за выдающиеся воинские заслуги перед украинским государством, героизм и самопожертвование, проявленные при защите государственного суверенитета Украины» (посмертно)[2][20][21].
- Орден Богдана Хмельницкого III степени (20 августа 2008) — за весомый личный вклад в укрепление обороноспособности и безопасности украинского государства, безупречное исполнение воинских и служебных обязанностей, высокий профессионализм[22].
- Орден «За мужество» III степени (28 мая 1999) — за личное мужество, проявленное во время ликвидации последствий наводнения в Закарпатской области[укр.], образцовое исполнение служенных обязанностей[23].
- Знаки отличия МВД Украины: «За отличие в службе» I и II степени, медаль «За добросовестную службу» I степени, медаль «15 лет МВД Украины»[3].
- Медаль «10 лет Вооружённым силам Украины»[3]
- Поощрительный знак отличия Главного управления разведки Министерства обороны «15 лет военной разведке Украины»[24]
- Медали СССР «За отличие в воинской службе», «70 лет Вооруженных Сил СССР», «За безупречную службу» III степени[24]

## Память
- Приказом командующего Национальной гвардией Украины генерал-лейтенанта С. Т. Полторака генерал-майор Сергей Петрович Кульчицкий был навечно внесён в список личного состава 2-й Галицкой бригады Национальной гвардии Украины[5][25].
- 15 ноября 2014 года на месте гибели экипажа Ми-8 был установлен крест и проведена поминальная служба. Память погибших минутой молчания почтили представители властей города Славянска, военнослужащие ВСУ и местные жители[26]
- Ко Дню Вооружённых сил Украины (6 декабря 2014 года) Укрпошта выпустила конверт серии «Героям Слава» с портретом Героя Украины генерал-майора С. П. Кульчицкого[27].
- Именем Кульчицкого названы улицы во Львове[5] (23 апреля 2015 года, запланированная улица №33)[3], Ивано-Франковске[5] (19 мая 2015 года), Кропивницком (2016 год, бывшая улица Урицкого), Вышгороде[3] (20 августа 2016)[28], Киеве, Днепре (19 мая 2016 года, бывшая улица маршала Гречко)[3] и Буче[5][3].
- Бюст Кульчицкого установлен 29 мая 2015 года во Львове на площади военного городка в/ч 3102[5] и 16 марта 2016 года в Главном управлении Национальной гвардии Украины[29][30].
- 19 августа 2016 года Кульчицкий посмертно награждён званием Почётного гражданина города Тернополь решением Тернопольского городского совета[31].
- 1-й батальон оперативного назначения Национальной гвардии Украины[укр.], созданный 1 июля 2014 года из участников Самообороны Майдана[32] и числившийся в составе 27-й бригады[укр.] Северного оперативно-территориального объединения Национальной гвардии Украины, получил имя генерал-майора Кульчицкого 30 ноября 2016 года по указу Президента Украины Петра Порошенко[33]. 1 декабря Порошенко вручил знак отличия батальона его командиру, полковнику Виктору Толочко[34].